# Ben Dowling
Ben Dowling (5 de março de 2002) é um jogador de rugby australiano, que joga na posição de back.

## Carreira
Dowling nasceu e foi criado em Sydney, e frequentou o St Joseph's College, tendo sido membro da academia Waratahs desde o nível Sub-18, enquanto jogava rúgbi pelo Randwick. Ele representa a Austrália no Rugby Sevens desde 2021, e foi nomeado para a seleção australiana Sub-20 em 2022.
Ele também representou a seleção australiana de rúgbi sevens, sendo chamado para o elenco dos Jogos da Commonwealth de 2022.
Em 2024, ele foi convocado para a equipe australiana de sevens para as Olimpíadas de Verão em Paris.